# تيودور بيرجول
تيودور بيرجول (مواليد 22 فبراير 1957) هو ملاكم روماني، مثّل بلاده في الألعاب الأولمبية الصيفية 1980.

## روابط خارجية
تيودور بيرجول على موقع أوليمبيديا (الإنجليزية)